# ريتا ماكليستر
ريتا ماكليستر (بالإنجليزية: Rita McAllister) هي ملحنة بريطانية، ولدت في 6 مارس 1946.